# Pieggaluoppal
Pieggaluoppal är en sjö i Kiruna kommun i Lappland och ingår i Torneälvens huvudavrinningsområde. Sjön har en area på 1,14 kvadratkilometer och ligger 755,6 meter över havet. Sjön avvattnas av vattendraget Rautasälven (Rautasätno).

## Delavrinningsområde
Pieggaluoppal ingår i det delavrinningsområde (756712-161818) som SMHI kallar för Utloppet av Pieggaluoppal. Medelhöjden är 1 102 meter över havet och ytan är 13,61 kvadratkilometer. Räknas de 14 avrinningsområdena uppströms in blir den ackumulerade arean 279,91 kvadratkilometer. Rautasälven (Rautasätno) som avvattnar avrinningsområdet har biflödesordning 2, vilket innebär att vattnet flödar genom totalt 2 vattendrag innan det når havet efter 487 kilometer. Avrinningsområdet består mestadels av kalfjäll (89 procent). Avrinningsområdet har 1,14 kvadratkilometer vattenytor vilket ger det en sjöprocent på 8,4 procent. Delavrinningsområdet täcks till 2,72 procent av glaciärer, med en yta av 0,3706 kvadratkilometer.